# Renata Tebaldi
Renata Tebaldi (Pesaro, 1 de fevereiro de 1922 — São Marinho, 19 de dezembro de 2004) foi uma soprano lírico spinto italiana, considerada uma das grandes da ópera italiana e uma das melhores sopranos de todos os tempos.

## Juventude e anos iniciais da carreira
Tebaldi nasceu como Renata Ersilia Clotilde Tebaldi em 1º de fevereiro de 1922, em Pesaro. Ela era a filha de um violoncelista, Teobaldo Tebaldi, e Giuseppina Barbieri, uma enfermeira. Tebaldi sofreu de poliomielite, mas conseguiu curar-se completamente. Ela foi criada, durante a maior parte do tempo, em Langhirano, próximo a Parma, pela sua mãe, já que o seu pai não era exactamente um esposo exemplar e um pai admirável. Ainda muito cedo, interessou-se pelo canto, e precisou mentir sua idade, ainda aos dezesseis anos, para entrar no Conservatório Arrigo Boito, que só permitia alunas acima dos dezoito anos. Em 1940, Tebaldi voltou a Pesaro para estudar com a renomada soprano da Escola Verista Carmen Melis.
Em 1944, Tebaldi debutou em Rovigo como Elena, em Mefistofele, de Arrigo Boito. Em 1945, ela debutou em dois dos seus maiores papéis: Mimì, de La Bohème, e Desdêmona, de Otello. Após o fim da Segunda Guerra Mundial, o Teatro alla Scala foi reaberto, e ela foi convidada por Arturo Toscanini para cantar no concerto de abertura a preghiera (pregação) de Mosè in Egitto, de Gioacchino Rossini, e o Te Deum, de Giuseppe Verdi. A reputação de Renata Tebaldi cresceu rapidamente, e logo ela se tornou a maior promessa do canto na Itália. Foi nessa ocasião que surgiu o famoso apelido La Voce d'Angelo (a voz de anjo), pelo qual Tebaldi se tornou conhecida até hoje.
Após esse debute no La Scala, Tebaldi passou a cantar Mimì, Desdêmona, Maddalena (de Andrea Chénier), Aida, Tosca e Violetta (de La Traviata), além de alguns papéis wagnerianos (em italiano): Elsa, de Lohengrin, Eva, de Os Mestres Cantores de Nuremberg e Elisabeth, de Tannhäuser. Entre 1951 e 1952, Tebaldi também resgastou algumas óperas do Bel Canto, embora ela não fosse ficar muito associada a esse repertório futuramente: O Sítio de Corinto e Guillaume Tell, ambas de Rossini; Olimpia e Fernand Cortez, de Spontini.
Em 1950, Tebaldi viajou com a companhia do La Scala para cantar no Festival de Edimburgo e no famoso Covent Garden, em Londres, e impressionou as platéias com sua Desdêmona e sua interpretação no Requiem de Giuseppe Verdi. No mesmo ano, Tebaldi teve grande sucesso com seu debute norte-americano em San Francisco, onde cantou Desdêmona e Aida. A partir de então, sua fama internacional alastrou-se rapidamente, e ela se tornou uma das maiores divas da nova geração.

## Os anos de estrelato
O apogeu da carreira de Tebaldi se deu nos anos 1950 e 60. Nesse período, não só ela ficou famosa pelo seu timbre único e pela sua maestria nos papéis verdianos e veristas, como ficou conhecida pela rivalidade existente entre ela e Callas. Esta irrompeu, em 1951, durante a temporada do Theatro Municipal do Rio de Janeiro, e continuou por longos anos, até terminar definitivamente em 1968, quando Callas e Tebaldi se abraçaram após uma performance da diva italiana na ópera Adriana Lecouvreur.
Durante seu período de estrelato, Tebaldi reinou em papéis como Leonora (La Forza del Destino), Cio-Cio-San (Madama Butterfly), Adriana Lecouvreur, Tosca, La Wally, Manon Lescaut e Maddalena (Andrea Chénier). Em janeiro de 1955, ela fez seu debute no Metropolitan Opera, de Nova York, como Desdêmona, e desde então se tornou uma das mais ouvidas e amadas sopranos do teatro.
Em 1963, Renata Tebaldi enfrentou um período de crise vocal, e parou durante um tempo para descansar e reeducar novamente sua voz. Voltando em 1964, Tebaldi apareceu com uma voz mais segura e de grande beleza, embora tenha adquirido um relativo peso, que antes não existia e os seus agudos tenham adquirido uma qualidade relativamente estridente. No entanto, continuou a cantar, com maestria total, muitos de seus papéis anteriores. Devido às suas novas condições vocais, ela pôde adicionar ao seu repertório o dramático papel de La Gioconda, da ópera homônima de Amilcare Ponchielli, com o qual obteve o maior sucesso da temporada de abertura do novo prédio do Metropolitan Opera House. Nessa nova fase da carreira, Tebaldi praticamente abandonou a Europa e passou a apresentar-se basicamente na América do Norte.

## Anos pós-estrelato
Renata Tebaldi fez sua última aparição no Metropolitan Opera em 1972, como Desdêmona, ao lado do tenor James MacCracken. Em 1973, ela saiu definitivamente dos palcos, mas continuou cantando até o dia 23 de maio de 1976, quando se despediu do La Scala para sempre. Após o fim da carreira, Tebaldi auxiliou vários cantores jovens, como a norte-americana Aprile Millo, mas se recusou a trabalhar oficialmente como professora de canto. Durante as últimas décadas de sua vida, viveu entre Milão e San Marino e continuou a receber e a responder com carinho cartas e telefonemas de seus fãs.
Tebaldi recebeu vários prêmios durante sua vida e morreu em 19 de dezembro de 2004.

## Características vocais
Renata Tebaldi possuía uma belíssima voz de soprano lírico-spinto, uma das mais volumosas vozes dos últimos tempos - generosa no registro médio, e grave e curta, mas possante, no registro agudo. Apesar da amplidão da voz, sempre a moldava com extrema sensibilidade e técnica. Os maiores trunfos do canto da soprano italiana estavam no legato, na respiração e no fraseado. Com essas grandes qualidades, Tebaldi conseguia imprimir grande expressividade às suas personagens, embora, no palco, nem sempre fosse a mais intensa das artistas quanto aos gestos e às expressões faciais. Sua arte era extremamente refinada e vinda diretamente das escolas de canto mais antigas, das quais ela foi uma das últimas representantes. Seu legado foi particularmente importante nas óperas de Giacomo Puccini e Giuseppe Verdi.